# نقطه فاینمن

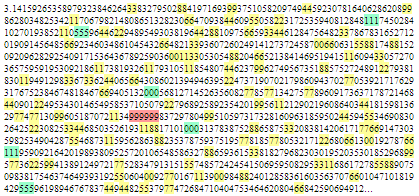
تصویری از ارقام اعشاری عدد پی. اعداد پشت‌سرهم دوتایی با رنگ زرد، سه‌تایی با رنگ سبز و تنها سلسلهٔ ۶ تایی (نقطهٔ فاینمن) با رنگ قرمز نشان داده شده‌است.

نقطهٔ فاینمن به وجود شش ۹ بعد از ۷۶۲امین عدد بعد از ممیز در عدد پی اشاره دارد. این نقطه را به نام ریچارد فاینمن فیزیکدان امریکایی نامیده‌اند که برای اولین بار به این نکته اشاره کرد. او در یک سخنرانی توضیح داد قصد دارد عدد پی را تا این رقم اعشار به حافظه بسپارد چون به اینجا که رسید می‌تواند بگوید: نُه نُه نُه نُه نُه نُه و تا آخر (در انگلیسی Nine... and so on که دارای قافیه‌است) و در نهایت به شوخی اعلام کرد که به این دلیل عدد پی گنگ نیست بلکه عددی گویا و متناوب مرکب است. نقطهٔ فینمن اولین رخداد از پی‌درپی آمدنِ چند عدد یکسان در عدد پی است. نقطهٔ بعدی در رقم ۱۵۸۹ام اعشار است که در آن چهار عدد ۷ تکرار شده‌است.

## ارقام کامل عدد پی تا نقطهٔ فینمن
| ۳. | ۱۴۱۵۹۲۶۵۳۵ ۸۹۷۹۳۲۳۸۴۶ ۲۶۴۳۳۸۳۲۷۹ ۵۰۲۸۸۴۱۹۷۱ ۶۹۳۹۹۳۷۵۱۰ ۵۸۲۰۹۷۴۹۴۴ ۵۹۲۳۰۷۸۱۶۴ ۰۶۲۸۶۲۰۸۹۹ ۸۶۲۸۰۳۴۸۲۵ ۳۴۲۱۱۷۰۶۷۹ ۸۲۱۴۸۰۸۶۵۱ ۳۲۸۲۳۰۶۶۴۷ ۰۹۳۸۴۴۶۰۹۵ ۵۰۵۸۲۲۳۱۷۲ ۵۳۵۹۴۰۸۱۲۸ ۴۸۱۱۱۷۴۵۰۲ ۸۴۱۰۲۷۰۱۹۳ ۸۵۲۱۱۰۵۵۵۹ ۶۴۴۶۲۲۹۴۸۹ ۵۴۹۳۰۳۸۱۹۶ ۴۴۲۸۸۱۰۹۷۵ ۶۶۵۹۳۳۴۴۶۱ ۲۸۴۷۵۶۴۸۲۳ ۳۷۸۶۷۸۳۱۶۵ ۲۷۱۲۰۱۹۰۹۱ ۴۵۶۴۸۵۶۶۹۲ ۳۴۶۰۳۴۸۶۱۰ ۴۵۴۳۲۶۶۴۸۲ ۱۳۳۹۳۶۰۷۲۶ ۰۲۴۹۱۴۱۲۷۳ ۷۲۴۵۸۷۰۰۶۶ ۰۶۳۱۵۵۸۸۱۷ ۴۸۸۱۵۲۰۹۲۰ ۹۶۲۸۲۹۲۵۴۰ ۹۱۷۱۵۳۶۴۳۶ ۷۸۹۲۵۹۰۳۶۰ ۰۱۱۳۳۰۵۳۰۵ ۴۸۸۲۰۴۶۶۵۲ ۱۳۸۴۱۴۶۹۵۱ ۹۴۱۵۱۱۶۰۹۴ ۳۳۰۵۷۲۷۰۳۶ ۵۷۵۹۵۹۱۹۵۳ ۰۹۲۱۸۶۱۱۷۳ ۸۱۹۳۲۶۱۱۷۹ ۳۱۰۵۱۱۸۵۴۸ ۰۷۴۴۶۲۳۷۹۹ ۶۲۷۴۹۵۶۷۳۵ ۱۸۸۵۷۵۲۷۲۴ ۸۹۱۲۲۷۹۳۸۱ ۸۳۰۱۱۹۴۹۱۲ ۹۸۳۳۶۷۳۳۶۲ ۴۴۰۶۵۶۶۴۳۰ ۸۶۰۲۱۳۹۴۹۴ ۶۳۹۵۲۲۴۷۳۷ ۱۹۰۷۰۲۱۷۹۸ ۶۰۹۴۳۷۰۲۷۷ ۰۵۳۹۲۱۷۱۷۶ ۲۹۳۱۷۶۷۵۲۳ ۸۴۶۷۴۸۱۸۴۶ ۷۶۶۹۴۰۵۱۳۲ ۰۰۰۵۶۸۱۲۷۱ ۴۵۲۶۳۵۶۰۸۲ ۷۷۸۵۷۷۱۳۴۲ ۷۵۷۷۸۹۶۰۹۱ ۷۳۶۳۷۱۷۸۷۲ ۱۴۶۸۴۴۰۹۰۱ ۲۲۴۹۵۳۴۳۰۱ ۴۶۵۴۹۵۸۵۳۷ ۱۰۵۰۷۹۲۲۷۹ ۶۸۹۲۵۸۹۲۳۵ ۴۲۰۱۹۹۵۶۱۱ ۲۱۲۹۰۲۱۹۶۰ ۸۶۴۰۳۴۴۱۸۱ ۵۹۸۱۳۶۲۹۷۷ ۴۷۷۱۳۰۹۹۶۰ ۵۱۸۷۰۷۲۱۱۳ ۴۹۹۹۹۹۹۱۲۰۴ ۷۵۶۸۹۵۱۲۲۵ ۴۴۴۶۴۶۵۴۶۸ ۶۸۰۶۴۸۴۰۸۰ ۵۱۰۳۲۱۵۴۰۴ ۰۶۵۴۶۰۰۴۶۴ ۰۶۰۶۰۶۵۴۶۰ ۰۴۶۵۰۴۶ |

## دیگر تکرارهای شش رقمی در عدد پی
- ۰۰۰۰۰۰: از عدد ۱٬۶۹۹٬۹۲۷م شروع می‌شود.
- ۱۱۱۱۱۱: از عدد ۲۵۵٬۹۴۵م شروع می‌شود.
- ۲۲۲۲۲۲: از عدد ۹۶۳٬۰۲۴م شروع می‌شود.
- ۳۳۳۳۳۳: از عدد ۷۱۰٬۱۰۰م شروع می‌شود و یک ۳ دیگر نیز دارد
- ۴۴۴۴۴۴: از عدد ۸۲۸٬۴۹۹م شروع می‌شود.
- ۵۵۵۵۵۵: از عدد ۲۴۴٬۴۵۳م شروع می‌شود.
- ۶۶۶۶۶۶: از عدد ۲۵۲٬۴۹۹م شروع می‌شود.
- ۷۷۷۷۷۷: از عدد ۳۹۹٬۵۷۹م شروع می‌شود.
- ۸۸۸۸۸۸: از عدد ۲۲۲٬۲۹۹م شروع می‌شود.
- ۹۹۹۹۹۹: از عدد ۷۶۲م شروع می‌شود.